# 岳南江尾駅
岳南江尾駅（がくなんえのおえき）は、静岡県富士市江尾にある岳南電車岳南鉄道線の駅。同線の終着駅である。駅番号はGD10。

## 歴史
- 1953年（昭和28年）1月20日：岳南鉄道の駅として開業。
- 1984年（昭和59年）2月1日：貨物取り扱い廃止に伴い、無人化。
- 2013年（平成25年）4月1日：経営移管に伴い、岳南電車の駅となる。
- 2016年（平成28年）3月27日：「アートステーション in GAKUDEN」が開催され、ホームに駅名標が設置される。

## 駅構造
頭端式ホーム1面2線を有する地上駅。無人駅である。構内にトイレが設置されている。
駅舎はあるが、有人駅時代に使用されていた窓口は全て板で封鎖されており券売機などの設備もない。手動式の出発案内表示機も残っているが、無人化後は全く使われていない。
当駅には常時車両が留置されている。夜間滞泊あり。
かつては当駅でも貨物取扱があり、駅北西部の三島化工への専用線や側線と貨物ホームがあったが、現在は撤去され構内踏切に痕跡があるだけになっている。また、沼津駅まで路線を延長する計画があり、終着駅にもかかわらず沼津方面にしばらく線路が伸びていた。一時期はこの線路を機回し線として使用していたが、1984年の貨物輸送廃止後に使用されなくなり、2024年（令和6年）現在機回し線は寸断されて行き止まり線にされ、構内の一部は宅地として転用された。
長らくホームに駅名標が付けられていなかったが、2016年3月27日に開催された「アートステーション in GAKUDEN」で一日限定でミュージアムになったほか、ホームに駅名標が取り付けられて除幕式が開催された。

### のりば
※番線表示はない
| のりば | 路線        | 方向 | 行先                           |
| ------ | ----------- | ---- | ------------------------------ |
| 北側   | ■岳南鉄道線 | 上り | 岳南富士岡・吉原本町・吉原方面 |
| 南側   | ■岳南鉄道線 | 上り | 岳南富士岡・吉原本町・吉原方面 |

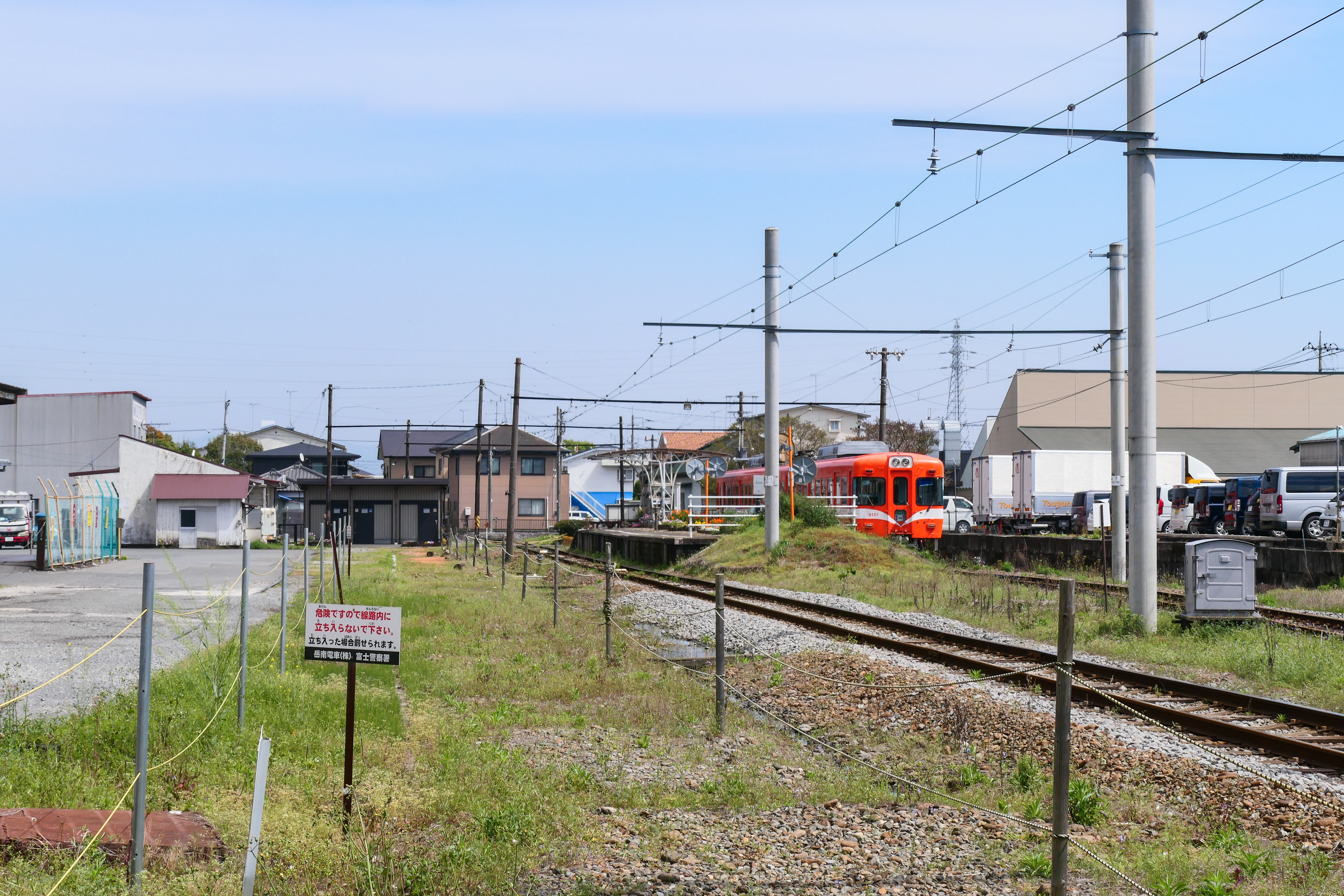
構内（2023年4月）
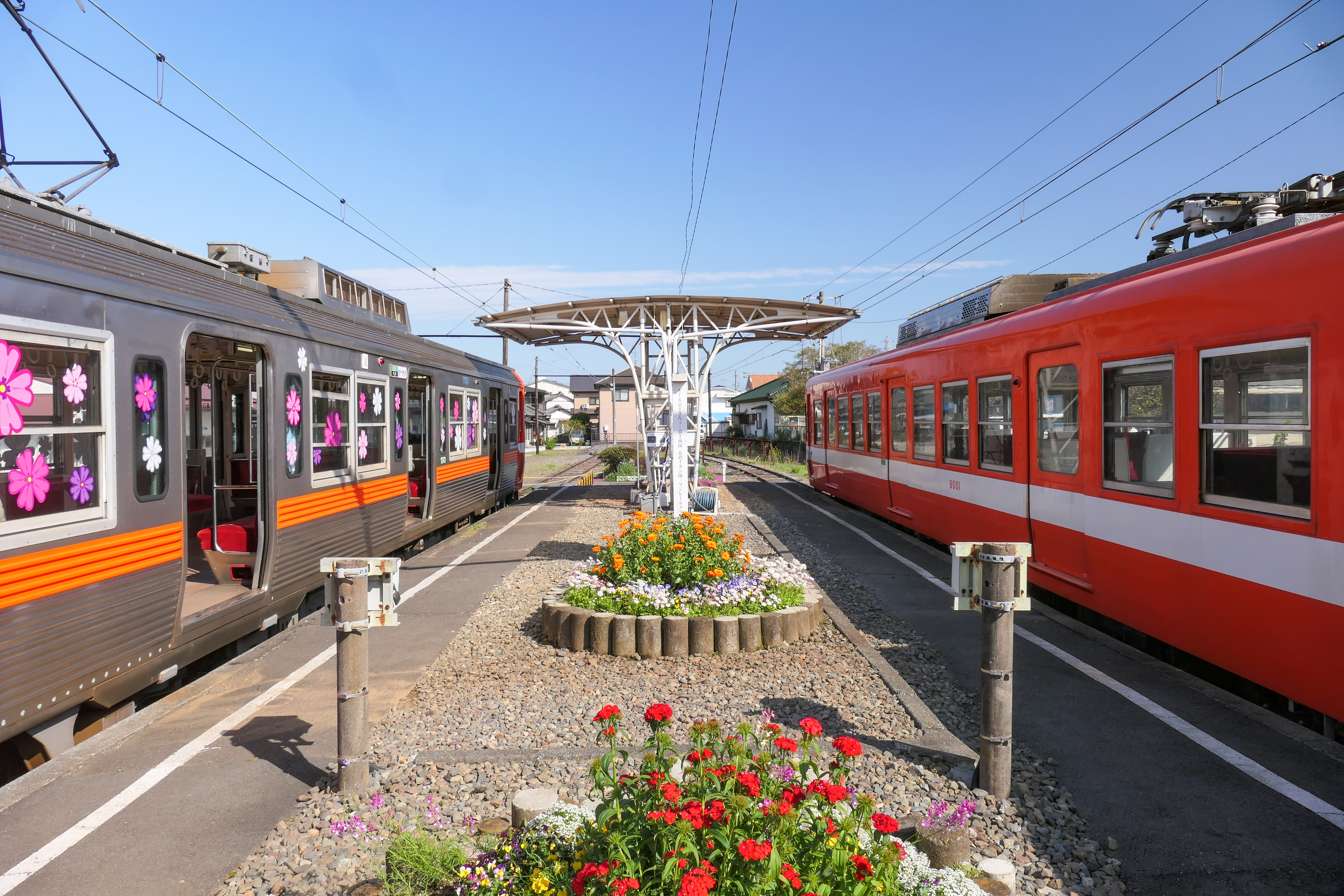
ホーム（2023年4月）
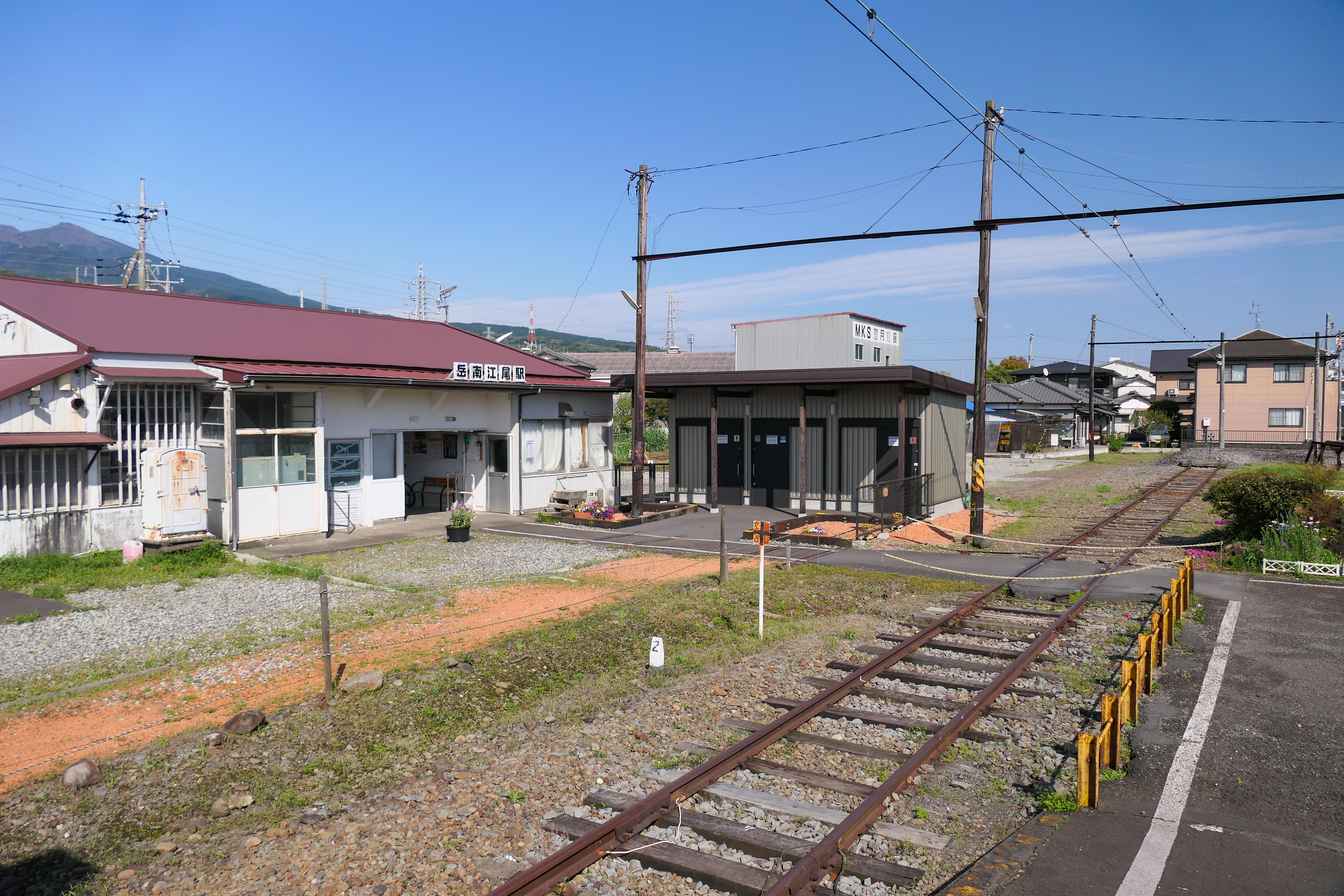
駅舎（ホーム側より。中央の建物はトイレ）

## 利用状況
『静岡県統計年鑑』によれば、1日平均の乗降人員は以下の通りである。
- 2001年度 - 102人（乗車45人・降車57人）
- 2002年度 - 93人（乗車43人・降車50人）
- 2003年度 - 92人（乗車42人・降車50人）
- 2004年度 - 104人（乗車46人・降車58人）
- 2007年度 - 92人（乗車41人・降車51人）
- 2023年度 - 175人（乗車89人・降車86人）

## 駅周辺

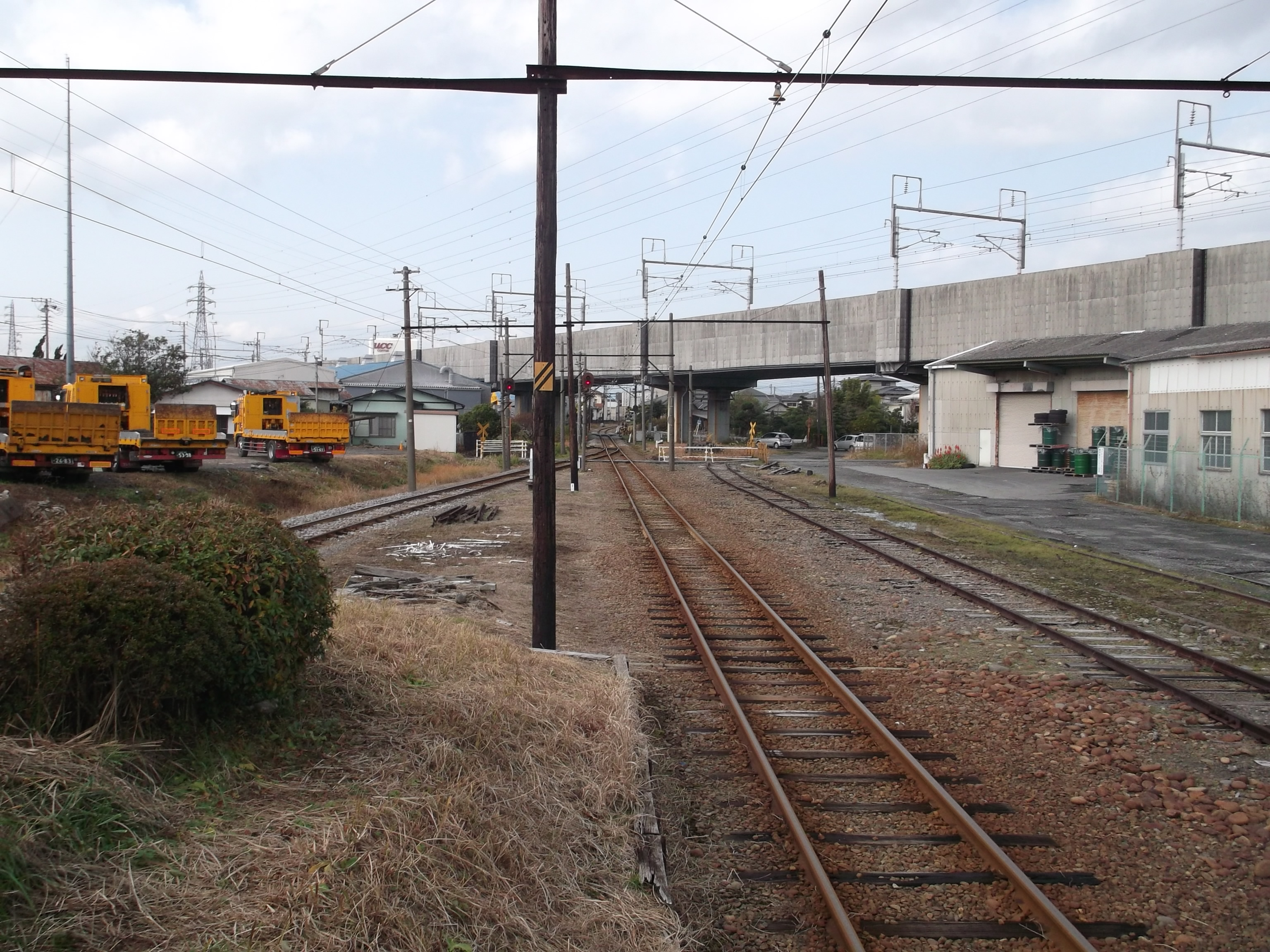
ホームから東海道新幹線を望む（2012年12月）

当駅付近は住宅地・工場・農地となっているが、駅北側には商業施設がある。岳南電車は駅西側で東海道新幹線と立体交差する。駅から南へ下ると東海道本線東田子の浦駅に至る。
- 江尾公園
- UCC上島珈琲富士綜合工場
- マックスバリュ富士江尾店
- 三島化工

### バス路線
当駅北側200 mほどの所を通る静岡県道22号三島富士線（根方街道）沿いに富士急静岡バスの「江尾」停留所がある。
- 沼11（根方線）：船津
- 沼11（根方線）：富士駅（吉原中央駅経由）

## その他
- 当駅付近の踏切の警音機は、岳南富士岡駅と同じく電鈴式となっている[1]。

## 隣の駅
岳南電車
■岳南鉄道線
神谷駅 (GD09) - 岳南江尾駅 (GD10)